# أوبراد توميتش
أوبراد توميتش مواليد 8 أبريل 1993 في تريبينيي، البوسنة والهرسك، هو لاعب كرة سلة بوسني. بدأ مسيرته الاحترافية في سنة 2011. يحمل الرقم 41.